# びっくりプレイタウン
「びっくりプレイタウン」とは、かつて『週刊少年ジャンプ』誌上で連載されていた読者投稿・情報コーナー。連載期間は1979年1号から1980年26号まで。
10年近く連載されていた「ハレハレ笑学校」を引き継ぐ形で開始。読者からギャグや似顔絵、ファンレターなどを募集していた。